# ياكوب أوتن هوسلي
ياكوب أوتن هوسلي (16 نوفمبر 1738 – 11 يناير 1796) كان معمارياً من القرن 18
من شمالي هولندا.

## معرض صور

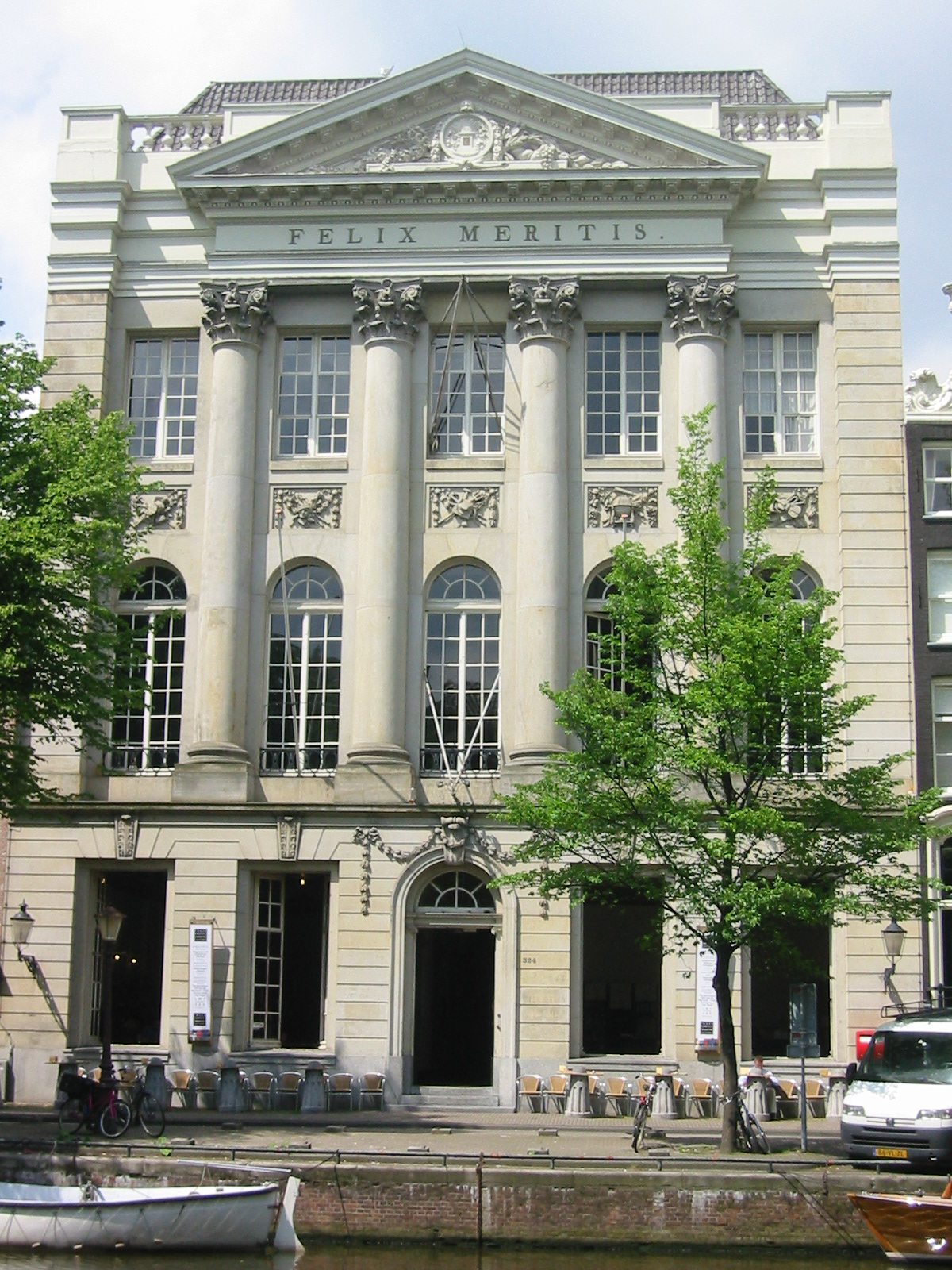
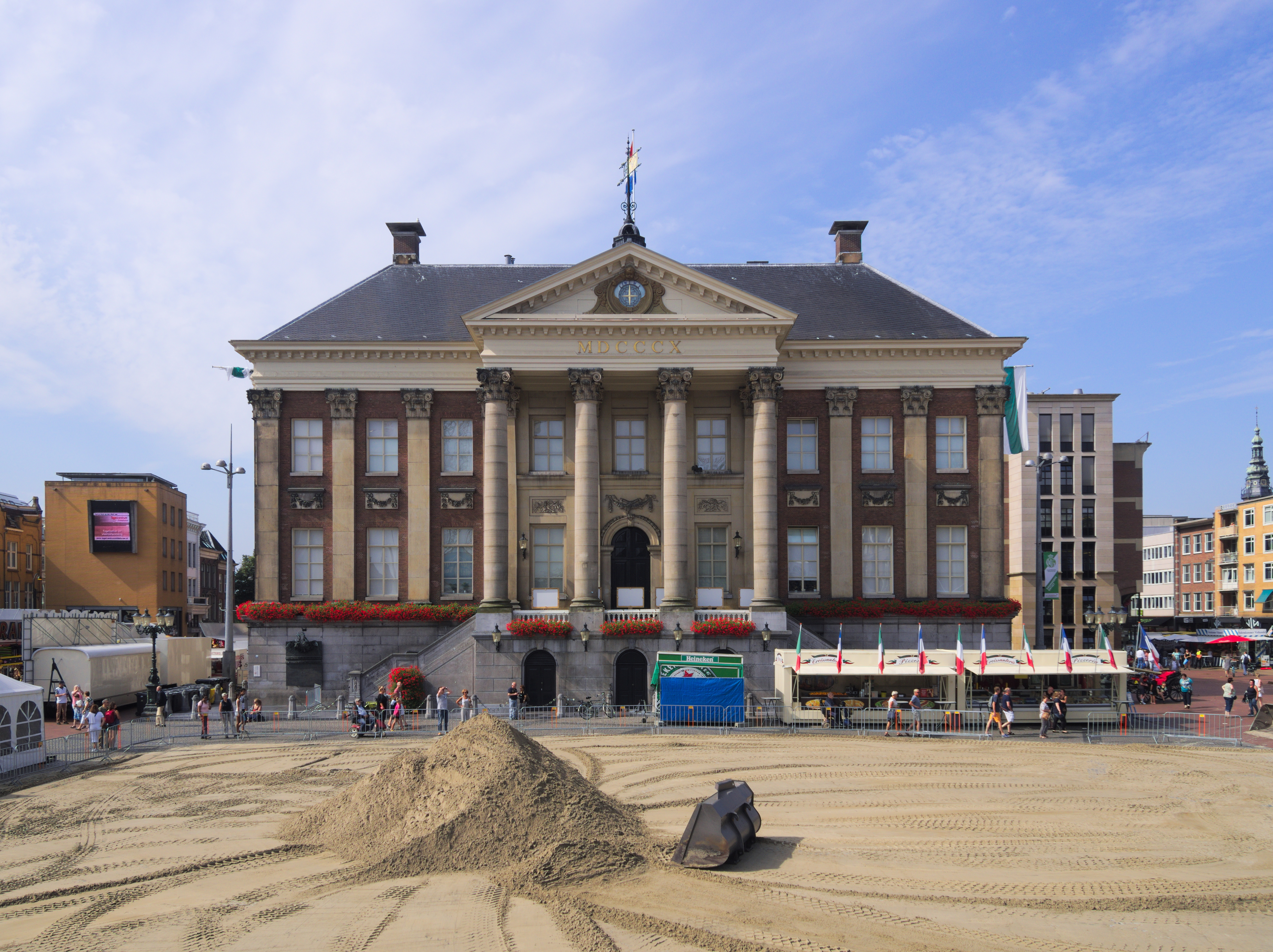
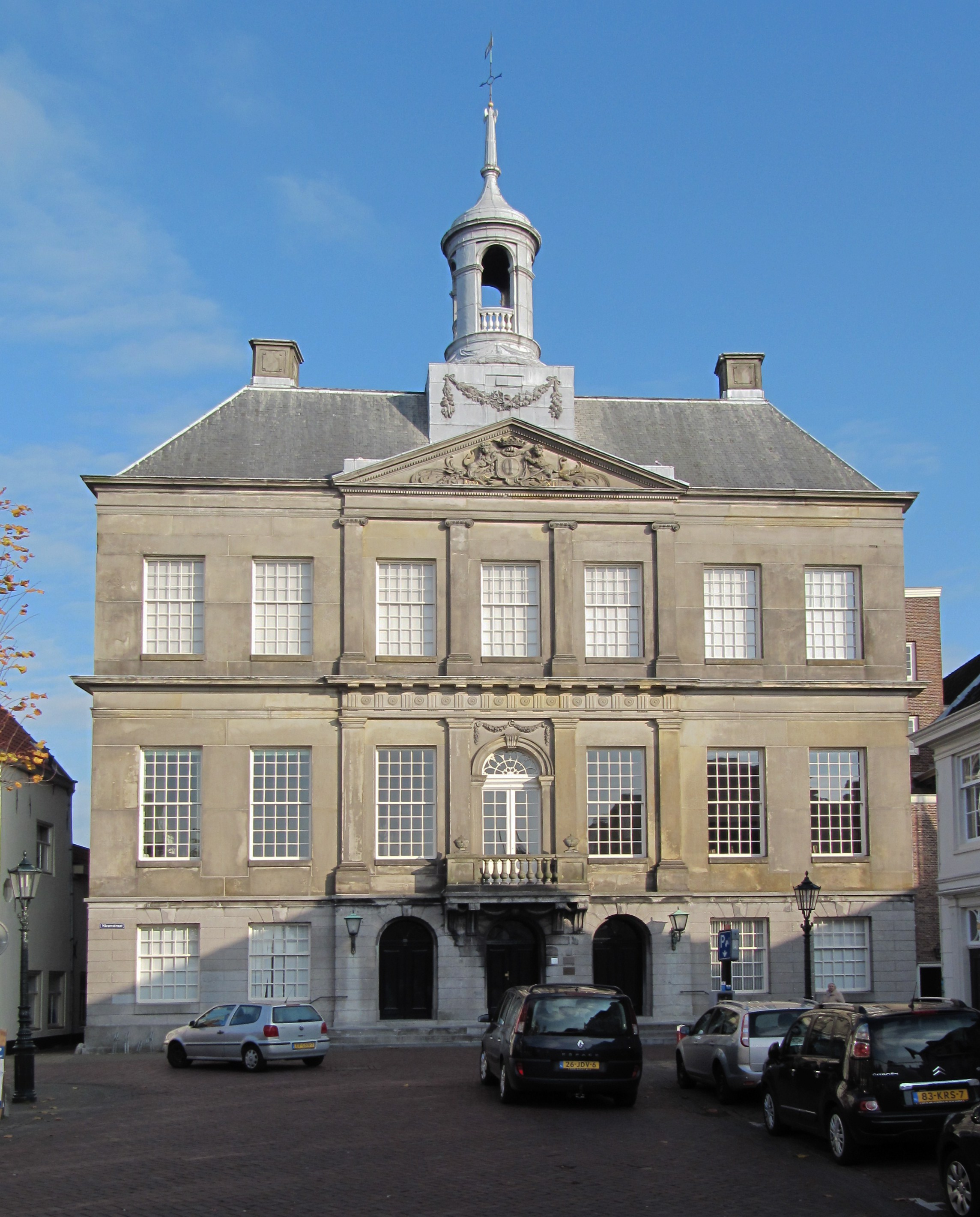